# Каланга
Каланга́ (рос. Каланга) — село у складі Каримського району Забайкальського краю, Росія. Входить до складу Курорт-Дарасунського міського поселення.

## Населення
Населення — 70 осіб (2010; 122 у 2002).
Національний склад (станом на 2002 рік):
- росіяни — 98 %